# Transformation bilatérale de Laplace
En analyse, la transformation bilatérale de Laplace est la forme la plus générale de la transformation de Laplace, dans laquelle l'intégration se fait à partir de moins l'infini plutôt qu'à partir de zéro.

## Définition
La transformée bilatérale de Laplace d'une fonction {\displaystyle f} de la variable réelle est la fonction {\displaystyle F} de la variable complexe définie par :
Cette intégrale converge pour {\displaystyle \alpha <\Re (p)<\beta ,-\infty \leq \alpha \leq \beta \leq +\infty }, c'est-à-dire pour {\displaystyle p} appartenant à une bande de convergence dans le plan complexe (au lieu de {\displaystyle \Re (p)>\alpha }, {\displaystyle \alpha } désignant alors l'abscisse de convergence, dans le cas de la transformation monolatérale). De façon précise, dans le cadre de la théorie des distributions, cette transformée « converge » pour toutes les valeurs de {\displaystyle p} pour lesquelles {\displaystyle t\mapsto \mathrm {e} ^{-\Re (p)t}f(t)} (en notation abusive) est une distribution tempérée et admet donc une transformation de Fourier.

## Propriétés élémentaires
Les propriétés élémentaires (injectivité, linéarité, etc.) sont identiques à celles de la transformation monolatérale de Laplace.

## Ambiguïtés à éviter
Il est essentiel, quand on utilise la transformation bilatérale de Laplace, de préciser la bande de convergence. Soit par exemple {\displaystyle F(p)={\dfrac {1}{p}}}.
Si la bande de convergence est {\displaystyle \Re (p)>0}, l'« antécédent » de cette transformation de Laplace est la fonction de Heaviside {\displaystyle \Upsilon }. En revanche, si la bande de convergence est {\displaystyle \Re (p)<0}, cet antécédent est {\displaystyle t\mapsto -\Upsilon \left(-t\right)}.

## Convolution et dérivation
Soit {\displaystyle T} et {\displaystyle S} deux distributions convolables, par exemple ayant chacune un support limité à gauche, ou l'une d'entre elles étant à support compact. Alors (comme dans le cas de la transformation monolatérale),
{\displaystyle {\mathcal {L}}\{T*S\}={\mathcal {L}}\{T\}{\mathcal {L}}\{S\}}
En particulier, {\displaystyle {\mathcal {L}}\left(\delta ^{\left(n\right)}\right)=p^{n}} et {\displaystyle {\mathcal {\delta }}^{\left(n\right)}\ast S=S^{\left(n\right)}}, donc
{\displaystyle {\mathcal {L}}\left(S^{\left(n\right)}\right)=p^{n}{\mathcal {L}}\left(S\right)}

## Transformées de Laplace des hyperfonctions
On peut étendre la transformation de Laplace au cas de certaines hyperfonctions, dites « hyperfonctions de Laplace » ou « hyperfonctions de type exponentiel ». Pour une hyperfonction définie par une distribution, on retrouve la théorie qui précède. Mais par exemple
{\displaystyle f(t)=\sum _{k=0}^{\infty }{\frac {\left(-1\right)^{k}}{k!\left(k+1\right)!}}\delta ^{\left(k\right)}(t)=\left[-{\frac {1}{2\pi i}}\mathrm {e} ^{\frac {1}{z}}\right]}
bien que n'étant pas une distribution (car elle est d'ordre infini localement, à savoir en 0), est une hyperfonction dont le support est {\displaystyle \left\{0\right\}} et qui
admet pour transformée de Laplace
{\displaystyle F(p)={\frac {J_{1}\left(2{\sqrt {p}}\right)}{\sqrt {p}}}}
où {\displaystyle J_{1}} désigne la fonction de Bessel de première espèce habituelle, à savoir la fonction entière
{\displaystyle J_{1}\left(s\right)=\left({\frac {s}{2}}\right)\sum _{k=0}^{\infty }{\frac {\left(-1\right)^{k}}{2^{2k}k!\left(1+k\right)!}}s^{2k}}
On obtient en effet en substituant cette expression dans la précédente
{\displaystyle F(p)=\sum _{k=0}^{\infty }{\frac {\left(-1\right)^{k}}{k!\left(k+1\right)!}}p^{k}}
ce qui est bien cohérent avec la définition de {\displaystyle f(t)} puisque {\displaystyle {\mathcal {L}}\left(\delta ^{k}\right)=p^{k}}.

## Relation entre la transformation bilatérale et la transformation monolatérale

### Théorie élémentaire
Soit {\displaystyle f} une fonction définie dans un voisinage ouvert de {\displaystyle I=\left[0,+\infty \right[}, continue en 0, et admettant une transformée de Laplace bilatérale {\displaystyle {\mathcal {L}}(f)}. Sa transformée monolatérale de Laplace, que nous noterons ici {\displaystyle {\mathcal {L}}_{+}(f)}, est donnée par
{\displaystyle {\mathcal {L}}_{+}(f)={\mathcal {L}}\left(f\cdot \Upsilon \right)}
où {\displaystyle \Upsilon } est la fonction de Heaviside. On a
{\displaystyle {\frac {d}{dt}}\left(f.\Upsilon \right)=f^{\prime }\cdot \Upsilon +f\cdot \delta =f^{\prime }\cdot \Upsilon +f(0)\cdot \delta }
par conséquent
{\displaystyle p{\mathcal {L}}_{+}(f)={\mathcal {L}}_{+}\left(f^{\prime }\right)+f(0)}
d'où la formule classique
{\displaystyle {\mathcal {L}}_{+}\left(f^{\prime }\right)=p{\mathcal {L}}_{+}(f)-f(0)}

### Généralisation
Soit {\displaystyle T} une distribution à support positif, {\displaystyle g} une fonction indéfiniment dérivable dans un intervalle ouvert contenant {\displaystyle I=\left[0,+\infty \right[}, et {\displaystyle f=T+g}. En posant {\displaystyle g_{+}=g.\Upsilon }, {\displaystyle f_{+}=T+g_{+}} est une distribution à support positif, dont la transformée de Laplace est (en notation abusive)
{\displaystyle {\mathcal {L}}_{+}(f)={\mathcal {L}}\left(f_{+}\right)=\int _{0^{-}}^{+\infty }f(t){\rm {e}}^{pt}{\rm {d}}t,\quad {\mathcal {\Re }}(p)>\alpha ,}
où {\displaystyle \alpha } est l'abscisse de convergence. Les distributions {\displaystyle f} et {\displaystyle g} ont même restriction à tout intervalle ouvert de la forme {\displaystyle \left]-\varepsilon ,0\right[} dès que {\displaystyle \varepsilon >0} est suffisamment petit. On peut donc écrire {\displaystyle f^{(i)}\left(0^{-}\right)=g^{(i)}(0)} pour tout entier {\displaystyle i\geq 0}. D'autre part,
{\displaystyle {\mathcal {L}}_{+}\left(f^{\prime }\right)={\mathcal {L}}_{+}\left(T^{\prime }\right)+{\mathcal {L}}_{+}\left(g^{\prime }\right)}
avec {\displaystyle {\mathcal {L}}_{+}\left(T^{\prime }\right)={\mathcal {L}}\left(T^{\prime }\right)=p{\mathcal {L}}(T)} et, d'après la « théorie élémentaire » ci-dessus, {\displaystyle {\mathcal {L}}_{+}\left(g^{\prime }\right)=p{\mathcal {L}}\left(g\right)-g(0)}. Finalement,
{\displaystyle {\mathcal {L}}_{+}\left(f^{\prime }\right)=p{\mathcal {L}}\left(T+g\right)-g(0)=p{\mathcal {L}}(f)-f\left(0^{-}\right)}
En procédant par récurrence, on obtient les formules générales de l'article Transformation de Laplace.
- Formalisation[2] (fin)

On définit maintenant la relation d'équivalence suivante : {\displaystyle f_{1}} et {\displaystyle f_{2}} désignant deux distributions telles que ci-dessus, on écrit {\displaystyle f_{1}\sim f_{2}} si {\displaystyle f_{1}} et {\displaystyle f_{2}} ont même restriction à l'intervalle {\displaystyle \left]-\varepsilon ,+\infty \right[} dès que {\displaystyle \varepsilon >0} est suffisamment petit. Alors {\displaystyle {\mathcal {L}}_{+}\left(f_{1}\right)} ne dépend que de la classe d'équivalence {\displaystyle f} de {\displaystyle f_{1}} et qui est appelée un « germe » de fonction généralisée définie dans un voisinage de {\displaystyle \left[0,+\infty \right[}, et, par abus de langage, une « fonction généralisée à support positif » (voir l'article Transformation de Laplace). On écrira {\displaystyle {\mathcal {L}}_{+}(f)={\mathcal {L}}_{+}\left(f_{1}\right)={\mathcal {L}}\left(f_{1+}\right)}. On pourra voir enfin que {\displaystyle {\mathcal {L}}_{+}(f)=0} si, et seulement si {\displaystyle f=0}.

## Applications
La transformation de Laplace bilatérale est utilisée notamment pour la conception de filtres analogiques classiques (Butterworth, Tchebychev, Cauer, etc.), pour le filtre optimal de Wiener, en statistiques où elle définit la fonction génératrice des moments d'une distribution, elle joue un rôle essentiel dans la formulation à temps continu de la factorisation spectrale causale directe et inverse, elle est très utilisée enfin pour résoudre les équations intégrales (voir l'article Opérateur intégral).

## Généralisation au cas de plusieurs variables
La transformation bilatérale de Laplace se généralise au cas de fonctions ou de distributions à plusieurs variables, et Laurent Schwartz en a fait la théorie complète.
Soit {\displaystyle T} une distribution définie sur {\displaystyle \mathbb {R} ^{n}}. L'ensemble des {\displaystyle p} appartenant à {\displaystyle \mathbb {C} ^{n}} pour lesquels {\displaystyle x\mapsto \exp {(-p\cdot x)}T(x)} (en notation abusive) est une distribution tempérée sur {\displaystyle \mathbb {R} ^{n}}, est cette fois un cylindre de la forme {\displaystyle \Gamma +i\mathbb {R} ^{n}} où {\displaystyle \Gamma } est un sous-ensemble convexe de {\displaystyle \mathbb {R} ^{n}} (dans le cas d'une variable, {\displaystyle \Gamma } n'est autre que la bande de convergence évoquée plus haut). Soit alors pour {\displaystyle \xi } dans {\displaystyle \Gamma } la distribution {\displaystyle x\mapsto \exp {(-\xi \cdot x)}T(x)} (de nouveau en notation abusive). Cette distribution est tempérée. On note {\displaystyle E(\xi ):\eta \mapsto E(\xi )(\eta )} sa transformation de Fourier. La fonction {\displaystyle \xi \mapsto E(\xi )} est appelée la transformée de Laplace de {\displaystyle T} (notée {\displaystyle {\mathcal {L}}\{T\}}) et, avec {\displaystyle p=\xi +\mathrm {i} \eta }, {\displaystyle E(\xi )(\eta )} est notée {\displaystyle {\mathcal {L}}\{T\}(p)}.
Ces remarques préliminaires étant faites, la théorie devient assez semblable à celle correspondant aux distributions d'une variable.

## Considérations sur lessupports
Le théorème de Paley-Wiener et sa généralisation due à Schwartz sont couramment énoncés à partir de la transformation de Fourier-Laplace (voir infra). Il peut tout aussi bien s'exprimer à partir de la transformation de Laplace, et on obtient alors l'énoncé suivant :
Théorème de Paley-Wiener — Pour qu'une fonction entière {\displaystyle p\mapsto F(p)} soit la transformée de Laplace d'une fonction indéfiniment dérivable sur {\displaystyle \mathbb {R} ^{n}} de support inclus dans la "boule" fermée de centre {\displaystyle 0} et de rayon {\displaystyle r=\left(r_{1},...,r_{n}\right)}, notée {\displaystyle B^{\prime }\left(0;r\right)}, il faut et il suffit que pour tout entier {\displaystyle N\geq 0}, il existe une constante {\displaystyle C_{N}\geq 0} tels que pour tout {\displaystyle p} appartenant à {\displaystyle \mathbb {C} ^{n}},
où {\displaystyle r.\Re e(p)} désigne le produit scalaire usuel dans {\displaystyle \mathbb {R} ^{n}} de {\displaystyle r} et de {\displaystyle \Re e(p)}.
Théorème de Paley-Wiener-Schwartz — 
Pour qu'une fonction entière {\displaystyle p\mapsto F(p)} soit la transformée de Laplace d'une distribution sur {\displaystyle \mathbb {R} ^{n}} de support inclus dans {\displaystyle B^{\prime }\left(0;r\right)}, il faut et il suffit qu'il existe un entier {\displaystyle N\geq 0} et une constante {\displaystyle C\geq 0} tels que pour tout {\displaystyle p} appartenant à {\displaystyle \mathbb {C} ^{n}},
Un théorème dû à Jacques-Louis Lions donne d'autres informations sur le support d'une distribution à partir de sa transformée de Laplace. Dans le cas d'une seule variable, il prend la forme suivante (voir Inversion):
Pour qu'une fonction holomorphe sur {\displaystyle \mathbb {C} } soit la transformée de Laplace d'une distribution {\displaystyle T} sur {\displaystyle \mathbb {R} } à support dans la demi-droite {\displaystyle t\geq A}, il faut et il suffit que {\displaystyle \left\vert F(p)\mathrm {e} ^{A\xi }\right\vert } soit majorée, lorsque le réel {\displaystyle \xi =\Re e(p)} est assez grand, par un polynôme en {\displaystyle \left\vert p\right\vert }.
Ce théorème montre par exemple que l'hyperfonction considérée au paragraphe « Transformées de Laplace des hyperfonctions » n'est pas une distribution ayant son support en 0.

## Transformée de Fourier-Laplace
En posant {\displaystyle p=i\lambda }, on obtient la transformée de Fourier-Laplace. Considérons, pour simplifier, la transformée de Fourier-Laplace d'une fonction d'une variable réelle. On a alors {\displaystyle \Re (p)=-\Im \left(\lambda \right)}, par conséquent si la bande de convergence de la transformée de Laplace est {\displaystyle \alpha <\Re (p)<\beta }, celle de la transformée de Fourier-Laplace est {\displaystyle -\beta <\Im \left(\lambda \right)<-\alpha }.